# Yabu (Hyōgo)
Yabu (養父市 Yabu-shi?) es una ciudad localizada en la prefectura de Hyōgo, Japón. En junio de 2019 tenía una población estimada de 22.518 habitantes y una densidad de población de 53,2 personas por km². Su área total es de 422,91 km².

## Geografía

### Localidades circundantes
- Prefectura de Hyōgo
  - Toyooka
  - Asago
  - Shisō
  - Kami
- Prefectura de Tottori
  - Wakasa

## Demografía
Según datos del censo japonés, la población de Yabu ha disminuido en los últimos años.
| Año del censo | Población |
| ------------- | --------- |
| 1995          | 31.290    |
| 2000          | 30.110    |
| 2005          | 28.306    |
| 2010          | 26.501    |
| 2015          | 24.288    |